# Парни не плачут
«Парни не плачут» (англ. Boys Don't Cry) — американский биографический фильм 1999 года режиссёра Кимберли Пирс, написанный в соавторстве с Пирсом и Энди Биненом. Фильм представляет собой инсценировку реальной истории Брэндона Тина (его играет Хилари Суэнк), американского трансгендера, который пытается найти себя и любовь в Небраске, но становится жертвой жестокого преступления на почве ненависти, совершенного двумя знакомыми мужчинами. В фильме снялась Хлоя Севиньи в роли подруги Брэндона, Ланы Тисдел.
Прочитав об этом деле во время учёбы в колледже, Пирс провела обширное исследование для сценария, над которым работала почти пять лет. Фильм посвящен отношениям между Брэндоном и Ланой. В сценарий были взяты диалоги непосредственно из архивных материалов документального фильма 1998 года «История Брэндона Тины». Многие актрисы искали главную роль в течение трёхлетнего кастинга, прежде чем Суэнк была выбрана. Суэнк была выбрана потому, что её личность казалась похожей на личность Брэндон. Большинство персонажей фильма были основаны на реальных людях, другие были составными.
Съёмки проходили в октябре и ноябре 1998 года в Далласе, штат Техас. Изначально продюсеры хотели снимать в Фоллс-Сити, штат Небраска, где происходили реальные события, однако из-за бюджетных ограничений основные съёмки пришлось проводить в Техасе. В кинематографии фильма используется приглушенное и искусственное освещение, на него оказали влияние различные стили, включая неореализм и фильмы Мартина Скорсезе, в то время как саундтрек состоял в основном из кантри, блюза и рок-музыки. Темы фильма включают природу романтических и платонических отношений, причины насилия в отношении ЛГБТ, особенно трансгендеров, а также взаимоотношения между социальными классами, расами и полами.
Премьера фильма состоялась на Нью-Йоркском кинофестивале 8 октября 1999 года, а затем он был показан на других кинофестивалях. Фильм, выпущенный компанией Fox Searchlight Pictures в ограниченный прокат в США 22 октября 1999 года, хорошо зарекомендовал себя в североамериканском прокате, увеличив к маю 2000 года в три раза свой производственный бюджет. Фильм был высоко оценен критиками, многие из которых назвали его одним из лучших фильмов года; похвалы были сосредоточены на главных ролях Суэнка и Севиньи, а также на том, как в фильме описан сюжет. Однако некоторые люди, которые были связаны с Брэндоном в реальной жизни, раскритиковали фильм за неточное изображение событий.
Фильм «Парни не плачут» был номинирован на множество наград; на 72-й церемонии вручения премии «Оскар» в 2000 году Суэнк была удостоена премии «Оскар» за лучшую женскую роль, а Севиньи была номинирована на лучшую женскую роль второго плана. Пара также была номинирована на 57–ю премию «Золотой глобус», а Суэнк получила награду за лучшую женскую роль — драма. «Парни не плачут», в котором затрагивались спорные вопросы, первоначально был присвоен рейтинг NC-17, но позже был переклассифицирован в рейтинг R. Он был выпущен на домашнем видео в сентябре 2000 года.
В 2019 году фильм был отобран Библиотекой Конгресса для сохранения в Национальном реестре фильмов США как «имеющий культурное, историческое или эстетическое значение».

## Сюжет
Брэндон Тина — молодой трансгендерный мужчина, живущий в сельской местности Небраски. Когда брат бывшей девушки обнаруживает, что Брэндон трансгендер, он получает угрозы убийством. Вскоре после этого он участвует в драке в баре и его выселяют из трейлера его кузена. Брэндон переезжает в Фолс-Сити, штат Небраска, где он знакомится с бывшими заключенными Джоном Лоттером и Томом Ниссеном, а также их подругами Кэндис и Ланой Тисдел. Брэндон вступает в романтические отношения с Ланой, которая изначально не знает ни о его анатомии, ни о его тяжелом прошлом. Они строят планы переехать в Мемфис, где Брэндон будет управлять карьерой Ланы в караоке. В конце концов они целуются во время свидания, которое заканчивается сексом.
Полиция задерживает Брэндона по обвинениям, которые возникли до его переезда; они помещают его в женское отделение тюрьмы Фоллс-Сити. Лана выручает Брэндона и спрашивает, почему его поместили в женскую тюрьму. Брэндон пытается солгать ей, говоря, что он родился интерсексуалом и скоро ему сделают операцию по реконструкции половых органов, но Лана останавливает его, заявляя о своей любви к нему независимо от его пола. Однако, пока Брэндон находится в тюрьме, Кэндис находит ряд документов, в которых указано имя Брэндона при рождении, и она и ее друзья реагируют на эту новость с шоком и отвращением. Они входят в комнату Брэндона, ищут среди его вещей и находят трансгендерные брошюры, которые подтверждают их подозрения. Когда Брэндон и Лана возвращаются, Том и Джон яростно противостоят Брэндону и ведут его в ванную, силой снимая с него штаны и обнажая его гениталии. Они пытаются заставить Лану посмотреть, но она прикрывает глаза и отворачивается. После этого противостояния Том и Джон затаскивают Брэндона в машину Джона и уезжают в изолированное место, где жестоко избивают и изнасилуют его.
После этого они отвозят Брэндона в дом Тома, откуда Брэндон сбегает через окно ванной. Хотя его нападавшие угрожают Брэндону и предупреждают его не сообщать о нападении в полицию, Лана убеждает его сделать это. Однако начальник полиции оказывается менее обеспокоенным преступлением и допрашивает Брэндона о его сексуальной ориентации.
Позже Джон и Том напиваются и едут в дом Кэндис. Лана пытается остановить их, но они находят Брэндона, который прятался в сарае неподалеку. Джон стреляет Брэндону в подбородок, мгновенно убивая его. Пока Кэндис кричит им, чтобы они пощадили её ребёнка, Том стреляет ей в голову и убивает её, пока Лана борется с ними, умоляя их остановиться. Том наносит удар ножом по безжизненному телу Брэндона. Джон и Том убегают с места преступления, в то время как плачущая Лана лежит рядом с телом Брэндона, а ребёнок ковыляет через открытую дверь наружу, плача. На следующее утро Лана просыпается рядом с трупом Брэндона. Приходит её мать и уводит её с места преступления. Когда Лана покидает Фоллс-Сити, она слышит закадровый голос в письме от Брэндона, которое она нашла у него на теле. В нём говорится, что в Мемфисе «я буду ждать тебя, любимая, всегда и навсегда».
Фильм заканчивается текстом:
• Джон Лоттер был осуждён за убийство 1-й степени за убийство Брэндона Тины. В настоящее время он обжалует своё осуждение из камеры смертников.
• Марвин Томас Ниссен (Том) сотрудничал с обвинением и дал показания против Джона. В настоящее время он отбывает пожизненные сроки подряд.
• Несколько лет спустя Лана Тисдел родила девочку и вернулась в Фоллс-Сити, чтобы воспитывать её.
• Брэндон Тина (1972-1993).

## Актёрский состав
- Хилари Суэнк — Брэндон Тина
- Хлоя Севиньи — Лана Тисдел
- Питер Сарсгаард — Джон Лоттер
- Брендан Секстон III — Марвин «Том» Ниссен
- Алисия Горансон — Кэндес
- Джиннетта Арнетт — Линда Тисдел
- Мэтт Макграт — Лонни
- Элисон Фолланд — Кейт Лоттер
- Лу Перриман — шериф Чарльз Б. Локс
- Шайенн Рашинг — Николь
- Либби Виллари — медсестра

## Награды и номинации

### Награды
- 2000 — премия «Оскар» за лучшую женскую роль (Хилари Суэнк)
- 2000 — премия «Золотой глобус» за лучшую женскую роль — драма (Хилари Суэнк)
- 2000 — две премии «Независимый дух»: за лучшую женскую роль (Хилари Суэнк), за лучшую женскую роль второго плана (Хлоя Севиньи)
- 1999 — две премии Национального совета кинокритиков США: женская роль — прорыв (Хилари Суэнк), выдающийся режиссёрский дебют (Кимберли Пирс)
- 2000 — две премии «Молодой Голливуд»: лучший сценарист (Кимберли Пирс, Энди Бинен), лучший режиссёр (Кимберли Пирс)

### Номинации
- 2000 — номинация на премию «Оскар» за лучшую женскую роль второго плана (Хлоя Севиньи)
- 2001 — номинация на премию Британской киноакадемии за лучшую женскую роль (Хилари Суэнк)
- 1999 — номинация на премию Screen International Award Европейской киноакадемии (Кимберли Пирс)
- 2000 — номинация на премию «Золотой глобус» за лучшую женскую роль второго плана (Хлоя Севиньи)
- 2001 — номинация на премию «Золотой жук» за лучший иностранный фильм
- 2000 — три номинации на премию «Независимый дух»: лучший первый фильм с бюджетом свыше 500 тыс. $, лучший первый сценарий (Кимберли Пирс, Энди Бинен), продюсерская награда
- 2000 — две номинации на премию MTV Movie Awards: лучший поцелуй (Хилари Суэнк, Хлоя Севиньи), женская роль — прорыв (Хилари Суэнк)
- 2000 — две номинации на премию Гильдии киноактёров США: лучшая женская роль (Хилари Суэнк), лучшая женская роль второго плана (Хлоя Севиньи)